# Mantasoa lebbei
Mantasoa lebbei es una especie de mantis de la familia Mantidae.

## Distribución geográfica
Se encuentra en Madagascar.